# Vincas Ramónas
Vincas Ramónas (il cui vero cognome era Ramanauskas) (Trakiškiai, 1905 – Chicago, 1985) è stato uno scrittore lituano.
Dal 1924 al 1928 studiò lingue e letteratura lituana e tedesca all'Università Vytautas Magnus di Kaunas, all'epoca scrisse diversi racconti pubblicati in periodici. 
Dl 1926 fu insegnante a Marijampolė, nel 1944 si trasferì in Germania, dal 1945 al 1946 visse a Uchte dove insegnò al liceo lituano del campo deportati. Nel 1948 si trasferì in Australia e nel 1950 negli Stati Uniti a Chicago dove morì nel 1985.
Tra le sue opere si ricordano L'artista Rauba (1943), Croci (1947), Un mattino nebbioso (1960).
Non fu autore prolifico, solo due romanzi e due raccolte di racconti brevi ma è uno dei principali autori di prosa della letteratura lituana d'emigrazione, in particolare il suo romanzo Croci è il primo romanzo lituano ad essere stato tradotto in inglese, il romanzo descrive la prima occupazione comunista della Lituania del 1940.